# سلاح تیرچه‌دار

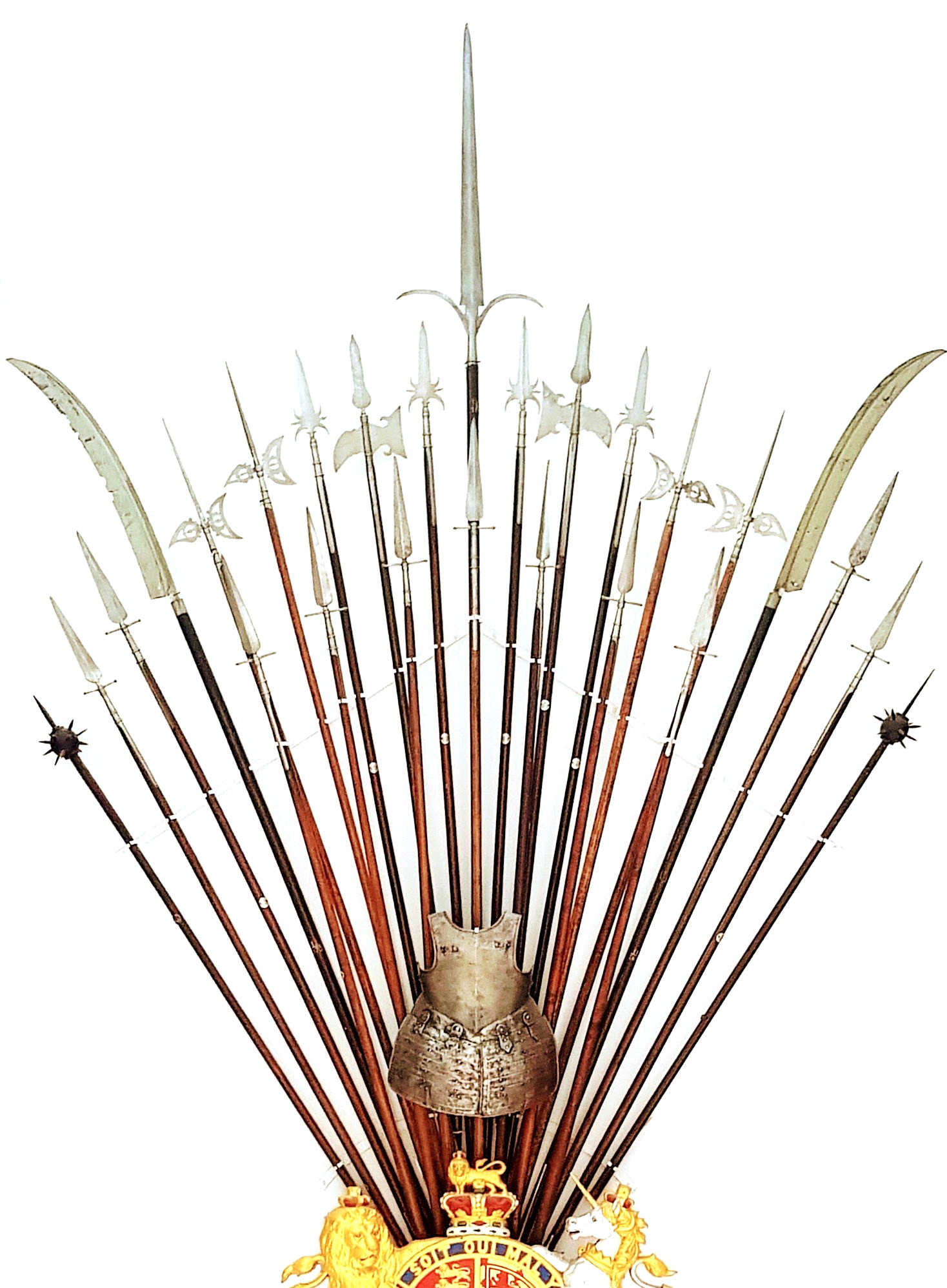
انواع سلاح‌های تیرچه‌دار شامل گرز شاخک‌دار، ناچخ، پارتیزان، نیم‌نیزه، داس جنگی و رانسور در وسط

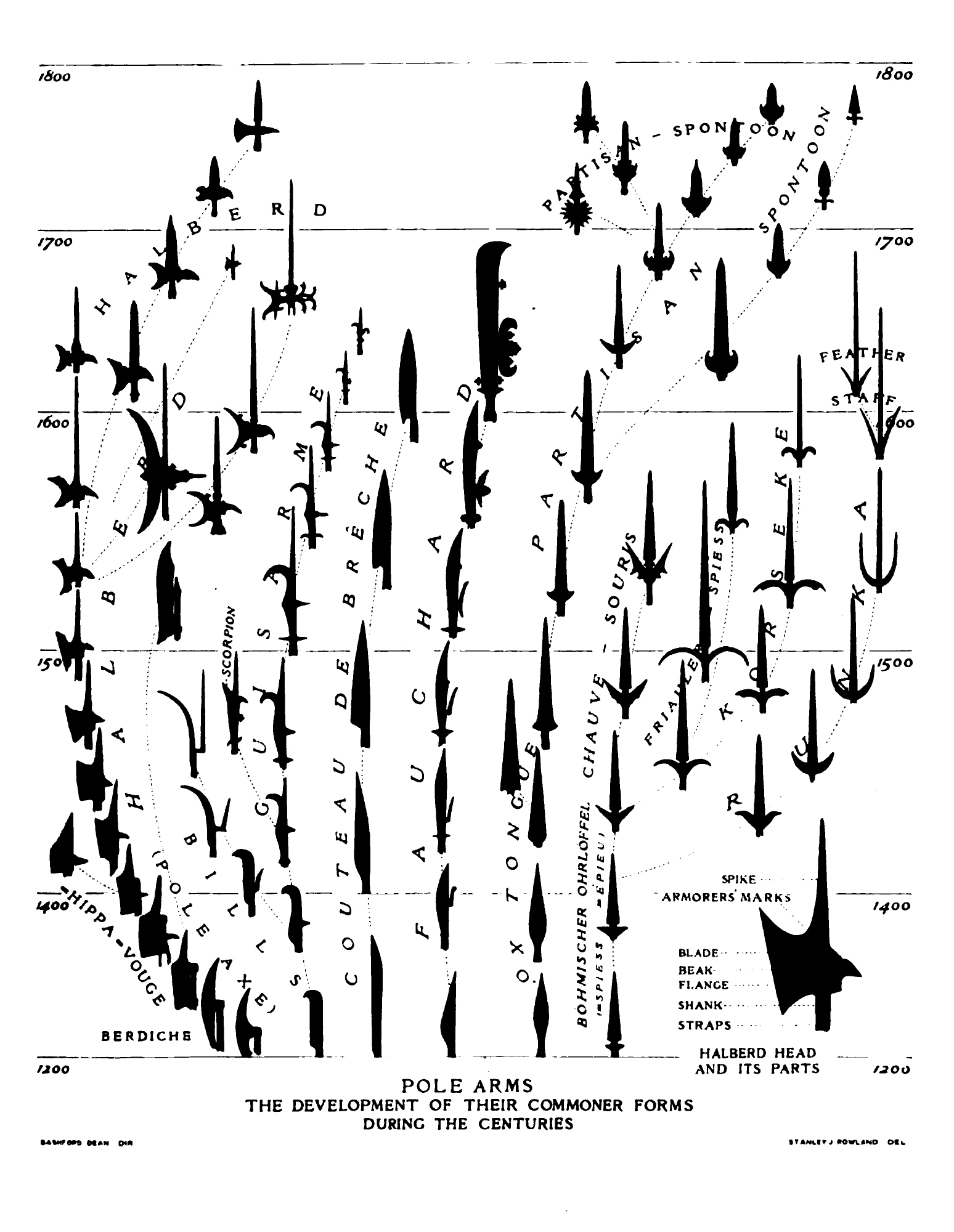
تکامل سلاح‌های تیرچه‌دار مختلف اروپا از قرن ۱۳ تا ۱۸

سلاح تیرچه‌دار (انگلیسی: Polearm) یا سلاح‌های میله‌ای نوعی از جنگ‌افزار بود که بیشتر در نبرد تن به تن به‌کار می‌رفت. در این نوع سلاح، بخش اصلی نبرد به انتهای یک تیرچه بلند (عمدتا چوبی) متصل می‌شود تا به برد مؤثر و قدرت ضربه فرد مبارز بیفزاید. سلاح‌های تیرچه‌دار غالباً مخصوص نبرد تن به تن هستند و زیرمجموعه‌ای از آنها مانند نیزه، امکان پرتاب کردن را هم فراهم می‌کنند.
از آنجایی که بسیاری از سلاح‌های تیرچه‌دار از ابزارهای باغبانی یا دیگر ابزارهای رایج ساخته می‌شدند، هزینهٔ تولیدشان بسیار پایین بود. فلز چندانی در ساختارشان به کار نمی‌رفت و به راحتی قابل تهیه بودند.
در جنگ‌هایی که طبقهٔ ضعیف‌تر توانایی پرداخت هزینهٔ سلاح‌های لشکری را نداشتند، از این ابزارهای معمول به عنوان سلاحی ارزان استفاده می‌کردند. آموزش استفاده از این جنگ‌افزارها نیز به دلیل آشنایی کشاورزان با این ابزار در مزارع، بسیار کم‌هزینه بود.
همین سادگی و فراوانی، سلاح‌های تیرچه‌دار را به گزینه‌ای محبوب برای طبقات پایین و شورش‌های دهقانی در سرتاسر جهان تبدیل کرد.
سلاح‌های تیرچه‌دار را می‌توان به سه دستهٔ کلی تقسیم کرد: آنهایی که برای افزایش برد در میدان نبرد و حمله‌های فشرده (مانند نبرد با درازنیزه) یا تاکتیک‌های فالانژ استفاده می‌شوند؛ آنهایی که برای افزایش قدرت اهرمی طراحی شده‌اند (به دلیل حرکت آزاد دست‌ها روی تیرک) تا نیروهای چرخشی را در برابر سواره‌نظام به حداکثر برسانند؛ و آنهایی که برای تاکتیک‌های پرتابی در مبارزه با تیراندازان طراحی شده‌اند. قلاب روی سلاح‌هایی مانند ناچخ برای کشیدن یا چنگ زدن و مخصوصاً علیه سواران استفاده می‌شد.

## انواع
به‌دلیل کاربردهای گسترده، بسیار مؤثر بودن و هزینهٔ کم، انواع بسیاری از سلاح تیرچه‌دار وجود داشته که بسیار در میدان نبرد استفاده می‌شدند. داس‌نیزه، تبرزین سواره‌نظام، تبر جنگی، نیزه، شمشیر سرنیزه‌ای، گوان‌دائو (شمشیر پهن و سنگین چینی)، پودوآ (شبیه گوان‌دائو اما سبک‌تر)، درازنیزه، تبرزین (اروپایی)، ناچخ، آکج، سوونیا (نوعی نیزه روسی)، نیزه سه‌شاخ، ناگیناتا، باردیش (تبر جنگی با تیغهٔ بلند)، داس جنگی و همگی انواع سلاح‌های تیرچه‌دار هستند.

## تاریخچه سلاح‌های تیرچه‌دار
سلاح‌های تیرچه‌دار، جنگ‌افزارهایی رایج در میادین نبرد آسیا و اروپا در طول تاریخ پس از کلاسیک بودند. برد و قدرت ضربه بالای آنها، این سلاح را در مقابل جنگاوران زره‌پوش سوار بر اسب بسیار مؤثر می‌کردند. سلاح‌های تیرچه‌دار قادر بودند سوارکار را از اسب جدا کنند و تا حدی در نفوذ به زره نیز مؤثر باشند. دوران رنسانس شاهد تنوع بسیار گسترده‌ای از این نوع سلاح‌ها بود.
سلاح‌های تیرچه‌دار در زمان حال معمولاً به یگان‌های نظامی تشریفاتی مانند گارد سوئیسی پاپ واتیکان یا Yeomen of the Guard در دربار سلطنتی بریتانیا یا هنرهای رزمی سنتی محدود می‌شوند. مخصوصاً هنرهای رزمی چینی طیف گسترده‌ای از سلاح‌ها و تکنیک‌های استفاده از سلاح‌های تیرچه‌دار را حفظ کرده‌است.